# Niota (Tennessee)
Niota es una ciudad ubicada en el condado de McMinn en el estado estadounidense de Tennessee. En el Censo de 2010 tenía una población de 719 habitantes y una densidad poblacional de 126,94 personas por km².

## Geografía
Niota se encuentra ubicada en las coordenadas 35°30′57″N 84°32′57″O / 35.51583, -84.54917. Según la Oficina del Censo de los Estados Unidos, Niota tiene una superficie total de 5.66 km², de la cual 5.66 km² corresponden a tierra firme y (0%) 0 km² es agua.

## Demografía
Según el censo de 2010, había 719 personas residiendo en Niota. La densidad de población era de 126,94 hab./km². De los 719 habitantes, Niota estaba compuesto por el 94.3% blancos, el 1.95% eran afroamericanos, el 0.28% eran amerindios, el 1.11% eran asiáticos, el 0% eran isleños del Pacífico, el 0.28% eran de otras razas y el 2.09% pertenecían a dos o más razas. Del total de la población el 1.67% eran hispanos o latinos de cualquier raza.